# 溶劑提取
溶劑提取（萃取）（英語：solvent extraction）或 液-液提取法（英語：Liquid–liquid extraction）是一種分离过程，用於分離化合物，基於該化合物相對兩種不可混溶的液體之間的溶解性。這是提取方法令物質能由一種溶液移至另一種溶液。在化學實驗室中，利用分液漏斗進行溶劑提取是一項基本化學實驗技巧，並經常在化學反應完結後用作診斷檢查。

## 應用
搖動戴著碘溶液的分液漏斗或封閉的試管，可把溶於水的I2可以提取至四氯化碳（化學式：CCl4）
經搖動後，分液漏斗會出現兩層液體，ie.CCl4 + H2O 或 油+水